# Weinert (Teksas)
Weinert – miasto w Stanach Zjednoczonych, w stanie Teksas, w hrabstwie Haskell.